# Al-Ahli (Sanaa)
Der al-Ahli Club, Sanaa (arabisch النادي الأهلي صنعاء, DMG Nādī l-Ahlī Ṣanʿāʾ) ist ein jemenitischer Sportklub mit Sitz in der Stadt Sanaa. Am bekanntesten ist nebst Basketball auch für Fußball. Hier hält die Mannschaft den nationalen Rekordmeister-Titel mit zehn gewonnenen Meisterschaften, soweit man die Meistertitel aus der Zeit des Nordjemen mit berechnet, derer letzte aus dem Jahr 2007 entstammt.

## Geschichte
Gegründet wurde der Klub bereits im Jahr 1938. In den 1980er Jahren gelingen dem Klub vier Meisterschaften in den Jahren 1981, 1983, 1984 und 1988. Nach der Wiedervereinigung des Jemen bleibt man erstklassig und kann bereits nach der Spielzeit 1991/92 die fünfte Meisterschaft erreichen. In der Saison 1993/94 kommt anschließend die nächste und auch in den folgenden Jahren hält man sich immer, mit ein paar Ausrutschern, in der oberen Tabellenhälfte auf.
So kam es zu einer weiteren Periode, in der der Klub einige Titel sammelte. So gelangen in der Saison 1998/99 und der Saison 1999/2000 die nächsten Meisterschaften. Nebst einer weiteren Meisterschaft in der Spielzeit 2000/01 gewann man im selben Zeitraum auch erstmals den Yemeni President Cup. Später gewann man in der Spielzeit 2003/04 zwar nicht die Meisterschaft, dafür noch einmal den President Cup, als auch den Yemeni Unity Cup. Danach gelang nur noch in der Saison 2007 eine Meisterschaft sowie in der Spielzeit 2008/09 ein Gewinn des President Cup.
Die Saison 2014/15 wurde aufgrund der Militärinvasion im Januar 2015 abgebrochen. Danach nimmt der Klub unter anderem am Turnier des 22. Mai teil und verlor hier im Finale gegen al-Wahda Sanaa. Zudem gewann man die sogenannte Holiday League, welche vom 1. November bis 13. Dezember 2017 ausgespielt wurde. Nach weiteren Turnieren in den nächsten Jahren kam es für den Klub erst in der Spielzeit 2019/20 zu einem Ligabetrieb für den Klub, hier gewann man seine regionale Gruppe und qualifizierte sich so für die Endrunde. In der Finalrunde, reicht es aber nicht für die nächste Phase. Die Saison 2021 wird dann auf Basis der Teilnehmer aus der Saison 2014/15 ausgetragen und hier kann der Klub zumindest sich für die Playoffs qualifizieren und den Dritten Platz einfahren.

## Erfolge
- Yemeni League: 1981, 1983, 1984, 1988, 1992, 1994, 1999, 2000, 2001, 2007, 2023/24
- President Cup: 2001, 2004, 2009
- Jemen Supercup: 2007, 2008, 2009, 2014
- Unity Cup (May 22 Cup): 2004
- Esteghlal Cup: 2006
- North Yemen – Cup of the Republic: 1979/80, 1981/82, 1982/83, 1983/84